# Pallacanestro Olimpia La Spezia 2008-2009
Serie A2 femminile FIP 2008-2009
- Martina Bestagno
- Federica Bruni
- Cinzia Arioli
- Elisa Templari
- Dunia Vujovic
- Alice Romagnoli
- Claudia Pop
- Valentina Costa
- Kadidja Andersson
- Beatrice Morselli
- Francesca Rosellini
- Giulia Zampieri
- Greta Brunelli

Allenatore: Piergiorgio Manfrè.